# Proteasom

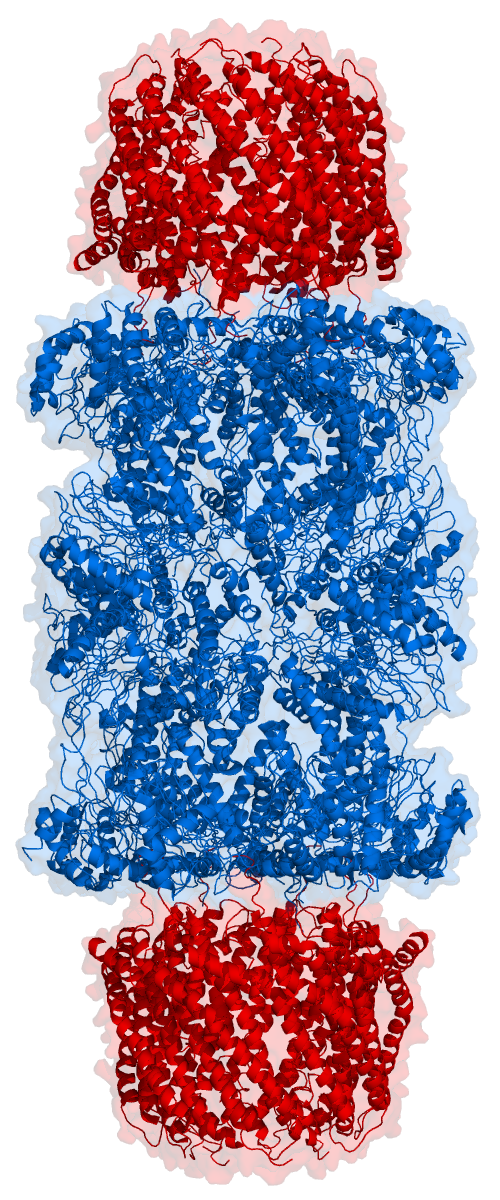
Stiliserad bild av proteasom.

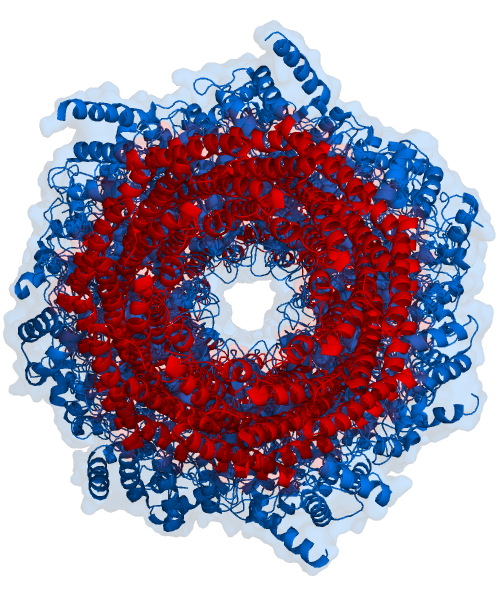
Samma proteasom som ovan, men sedd från ovan.

Proteasomer är nedbrytningsplatser för proteiner märkta med ubiquitin. Proteasomer är multiproteiner som består av tre subenheter, en större katalytisk mittenbit och två mindre regulatoriska ändbitar ("tunna med lock").
Nedbrytningen sker "i tunnan" och är ATP-beroende. Nedbrytningsprodukterna, de enskilda aminosyrorna, kan sedan användas t.ex. för att skapa nya proteiner eller för att utvinna energi. Proteasomer finns i alla eukaryota celler. Ubiquitin binder till proteiner som ska brytas ned och fungerar därmed som en signal till proteasom.